# Theodora Kroeber
Theodora Kroeber née le 24 mars 1897 à Denver et morte le 4 juillet 1979 à Berkeley, est une autrice et anthropologue américaine. Ses travaux les plus connus concernent les cultures natives amérindiennes de Californie et notamment la biographie de Ishi, dernier représentant de la nation Yahi. Elle est également connue pour être la mère de la romancière, essayiste et nouvelliste Ursula K. Le Guin, avec qui elle rédigera au moins un article en collaboration.

## Biographie
Née à Denver, Colorado, ville qu'elle habitera jusqu'à ses quatre ans, elle a grandi dans la cité minière de Telluride, dans le Colorado, où ses parents, Phebe Jane Kracaw (née Johnston) et Charles Emmett Kracaw, tenaient un commerce. D'après la mémoire familiale, les parents de Charles étaient des immigrants polonais parvenus aux États-Unis via l'Allemagne et l'Angleterre, tandis que Phebe avait grandi dans le Wyoming. Elle est la plus jeune de leurs trois enfants, ses frères étant ses aînés de cinq et dix ans. Les trois enfants Kracaw vont à l'école. Elle se décrira elle-même comme une enfant timide et introvertie ayant eu une enfance heureuse. Ses amis la surnomment Krakie en référence à son nom de famille. 
En 1915, la famille quitte le Colorado pour la Californie. L'entreprise familiale connaît quelques revers et le père est malade. Atteint de cécité et de tuberculose, il se suicidera en 1917. Entrée à l'université de Berkeley en 1915, elle envisage d'abord de poursuivre des études en économie et en littérature, mais finit par opter pour la psychologie. Elle est diplômée cum laude en 1921. Sa thèse de maîtrise porte sur l'étude de dix familles de San Francisco ayant eu affaire aux tribunaux pour enfants. Elle postule pour devenir Contrôleur judiciaire et se voit bientôt obligée de rédiger des rapports concernant les enfants qu'elle suit. Elle déclarera plus tard qu'il lui avait été très difficile de rester objective à leur propos.
En 1921, elle épouse Clifton Spencer Brown, qui poursuit des études de droit à Berkeley. Il meurt en 1923 des suites d'une tuberculose contractée en France pendant la Première Guerre mondiale. Le couple a deux enfants : Clifton II et Theodore.
Elle reprend des études d'anthropologie à Berkeley, où elle rencontre Alfred Kroeber, qu'elle épouse en 1926. Ils ont deux enfants, Karl et Ursula. Alfred adopte les deux enfants du précédent mariage de Theodora. Alfred encourage sa femme à poursuivre ses études mais elle refuse, arguant qu'elle a trop de responsabilités. Le couple voyage, notamment au Pérou. En 1926, Theodora publie son premier article académique dans The American Anthropologist.
Elle ne commence à écrire vraiment que lorsqu'Alfred part à la retraite, alors que leurs enfants sont grands. Sa carrière commence donc quasiment en même temps que celle de sa fille. En 1959, à l'âge de 62 ans, elle publie The Inland Whale, une réécriture des légendes natives amérindiennes de Californie. Elle passe les deux années suivantes à la rédaction de Ishi in Two Worlds, un récit de la vie d'Ishi, dernier membre du peuple Yahi, trouvé mourant de faim et de tuberculose et qui finira ses jours hébergé autant qu'étudié par l'université de Berkeley. Ishi meurt de la tuberculose en 1916.
Ishi sera sans doute son plus grand succès. Traduit en neuf langues et adapté deux fois au cinéma  (Ishi: The Last of His Tribe, 1978 et The Last of His Tribe, 1992), le livre établit sa réputation en tant qu'anthropologue et sera sans aucun doute plus consulté, lu et commenté qu'aucune des œuvres de son défunt époux.
Elle publiera ensuite plusieurs autres ouvrages, dont deux romans, une nouvelle et une biographie d'Alfred, mort en 1960. Ce dernier travail, bien qu'on en ait salué la qualité littéraire et sensible, fut pensé sous le même angle anthropologique que la biographie d'Ishi. 
En 1969, elle épouse l'artiste et psychothérapeute John Quinn, qui fait également partie du Sierra Club, une organisation de préservation de l'environnement. Il sera l'un des éditeurs d'Almost Ancestors. En 1977, on lui offre un poste parmi les prestigieux Regents of the University of California. Elle n'y exerce qu'un an avant de renoncer car la charge l'épuise. Toutefois, avant son départ, elle envoie un memorandum à ses collègues pour les mettre en garde quant à l'implication de l'université dans la recherche nucléaire. 
Elle meurt d'un cancer dans sa maison de Berkeley le 4 juillet 1979.

## Œuvres choisies
- The Inland Whale. 1959. Indiana University Press, Bloomington.[4]
- Ishi in Two Worlds|Ishi in Two Worlds: a biography of the last wild Indian in North America. 1961. Berkley Books.[4]
- Ishi, Last of His Tribe. Illus. Ruth Robbins. 1964. Parnassus Press, Berkeley, California. 
  - Ishi - Testament du dernier indien sauvage de l'Amérique du Nord, traduction: Jacques B. Hess, éd. Plon, 348 p., 1968   (ISBN 2-2661-2100-6)
- Almost Ancestors: The First Californians. Kroeber and Robert F. Heizer. 1968. Sierra Club Books, San Francisco.[4]
- Alfred Kroeber: A Personal Configuration. 1970. University of California Press, Berkeley.[4]
- Drawn from Life: California Indians in Pen and Brush. Compiled by Kroeber, Robert F. Heizer and Albert B. Elsasser. 1976. Ballena Press, Socorro, New Mexico.[4]
- Ishi, the Last Yahi: A Documentary History. Kroeber and Robert F. Heizer. 1979. University of California Press, Berkeley.[4]